# ヒラヤマ
株式会社ヒラヤマは、全国の百貨店・デパートなどにタラバガニ・ズワイガニを始めとした水産物を卸売りする「カニ問屋」。
オホーツク海等で取れたものをロシアにて直接買い付け、福岡周辺を拠点として加工し、全国の百貨店に卸している。
比較的高級なランクのカニを得意とし、卸し先には有名デパートなどが名を連ねる。また、工場直販などにも積極的で、福岡の工場などでの直販所は、地元テレビなどで度々紹介されている。